# Evergestis nomadalis
Evergestis nomadalis is een vlinder uit de familie grasmotten (Crambidae). De wetenschappelijke naam is voor het eerst geldig gepubliceerd in 1871 door Lederer.
De soort komt voor in Italië, Griekenland, Oekraïne (de Krim), Rusland, Turkije en Iran.